# 尾道総合病院
広島県厚生農業協同組合連合会 尾道総合病院（ひろしまけんこうせいのうぎょうきょうどうくみあいれんごうかい おのみちそうごうびょういん）は、広島県尾道市にある医療機関。広島県災害拠点病院の指定を受ける。通称として「JA尾道総合病院」。地元の人々には”農協病院”の名で知られている。

## 沿革
- 1957年（昭和32年）11月 - 尾道市古浜町にて開院。診療科目9科（内科、小児科、外科、整形外科、産婦人科、眼科、耳鼻咽喉科、放射線科、歯科）病床数280床（一般130床、結核150床）で開設。
- 1960年（昭和35年）11月 - 皮膚泌尿器科を新設し10診療科となる。一般病床を120床に増やし、許可病床数は400床となる（一般250床、結核150床）
- 1962年（昭和37年）6月 - 結核病床50床を一般病床に変更。併せて一般病床57床を増床した（一般357床、結核100床）。許可病床数は457床となる。
- 1965年（昭和40年）10月 - 精神神経科を新設し11診療科となる。精神科病床50床を開設し、許可病床数は507床へ。
- 1973年（昭和48年）4月 - 精神科病床50床を廃止し、許可病床数は457床へ。
- 1974年（昭和49年）4月 - 泌尿器科を新設。（皮膚泌尿器科から標榜を変更）
- 1975年（昭和50年）4月 - 皮膚科を新設し、12診療科へ。
- 1976年（昭和51年）3月 - 結核病床50床を閉鎖。407床となる。
- 1982年（昭和57年）6月 - 麻酔科を新設し、13診療科へ。
- 1983年（昭和58年）5月 - 結核病床30床を一般病床に変更。（一般387床、結核20床）
- 1986年（昭和61年）9月 - NICUを開設（一般病床11床転用）。新生児特定集中治療室管理加算3床取得
- 1987年（昭和62年）7月 - 脳神経外科を新設し、14診療科となる。50床増床し許可病床数は457床となる。
- 1989年（平成元年）2月 - 結核病床20床廃止し、許可病床数は437床（一般）となる。
- 1990年（平成2年）2月 - 救急告示病院
- 1990年（平成2年）8月 - 小児外科を新設し、15診療科となる。
- 1995年（平成7年）9月 - NICUを5床増床し、許可病床数は442床となる。
- 1997年（平成9年）1月 - リハビリテーション科を新設し、16診療科へ。
- 1997年（平成9年）2月 - 地域災害拠点病院に指定。
- 2002年（平成14年）4月 - 循環器科を新設し17診療科
- 2002年（平成14年）11月 - 心臓血管外科を新設し18診療科
- 2003年（平成15年）5月 - 小児救急拠点病院に指定（広島県）。
- 2005年（平成17年）7月 - 肛門科を新設し19診療科
- 2006年（平成18年）8月24日 - 厚生労働省より広島県の地域がん診療連携拠点病院に認定
- 2007年（平成19年）6月 - 呼吸器外科を新設し20診療科
- 2008年（平成20年）2月 - 広島県知事より、地域医療支援病院の承認を受ける。
- 2011年（平成23年）5月 - 同市平原一丁目に移転。許可病床数が393床となる。
- 2012年（平成24年）4月 - 乳腺外科を新設し26診療科、IBD（炎症性腸疾患）センター創設。
- 2013年（平成25年）11月 - 緩和ケア内科を新設し27診療科
- 2014年（平成26年）4月 - 病理診断科を新設し28診療科
- 2015年（平成27年）4月 - 地域救命救急センター開設
- 2017年（平成29年）4月 - 形成外科を新設し29診療科
- 2021年（令和3年）4月 - 広島大学病院とのがんゲノム医療連携病院に指定

## 診療科
- 内科
- 消化器内科
- 呼吸器内科
- 腎臓内科
- 循環器内科
- 小児科
- 小児外科
- 外科
- 肛門外科
- 脳神経外科
- 呼吸器外科
- 消化器外科
- 心臓血管外科
- 整形外科
- 形成外科
- 産婦人科
- 皮膚科
- 泌尿器科
- 眼科
- 耳鼻咽喉科
- 精神神経科
- 麻酔科
- 放射線科
- 歯科口腔外科
- リハビリテーション科
- 救急科

## 施設認定
- 病院群輪番制病院（二次救急）
- 災害拠点病院
- 臨床研修指定病院
- 地域周産期母子医療センター
- 小児救急医療拠点病院
- 地域医療支援病院
- 地域がん診療連携拠点病院
- 救命救急センター

## 交通アクセス
自家用車
- 尾道バイパス・平原ICから約3分

バス
- JR山陽本線・尾道駅より、おのみちバスに乗車して「JA尾道総合病院前」下車

タクシー
- JR山陽本線・尾道駅より約15分
- JR山陽新幹線・新尾道駅より約10分